# 사교수
사교수(社交数, Sociable Numbers)란, 친화수의 발전된 내용으로, 서로 다른 세 개 이상의 자연수의 모임이다.
어떤 수 A의 진약수의 합이 B가 되고, B의 진약수의 합이 C가 된다. 이것을 계속해 나갔을 때, 다시 원래의 수 A로 돌아오는 수의 모임을 사교수라고 한다.

## 사교수의 예
(12496, 14288, 15472, 14536, 14264)의 5개의 수는 사교수이다.
- （12496）/（1、2、4、8、11、16、22、44、71、88、142、176、284、568、781、1136、1562、3124、6248）：12496의 약수의 합은 14288이다.
- （14288）/（1、2、4、8、16、19、38、47、76、94、152、188、304、376、752、893、1786，3572、7144）：14288의 약수의 합은 15472이다.
- （15472）/（1、2、4、8、16、967、1934、3868、7736）：15472의 약수의 합은 14536이다.
- （14536）/（1、2、4、8、23、46、79、92、158、184、316、632、1817、3634、7268）：14536의 약수의 합은 14264이다.
- （14264）/（1、2、4、8、1783、3566、7132）：14264의 약수의 합은 12496이다.

현재까지 발견된 사교수의 개수는 총 5410개이며, 그중 5394개가 4개의 자연수로 이루어졌고, 6개로 이루어진 것이 7개, 8개로 이루어진 것이 6개 있으며 5개, 9개, 28개로 이루어진 것이 각각 한 개씩 있다. 그 이외의 다른 주기를 가진 사교수가 존재하는지는 알려지지 않았다.
- 28개의 자연수로 이루어진 사교수: 14316, 19116, 31704, 47616, 83328, 177792, 295488, 629072, 589786, 294896, 358336, 418904, 366556, 274924, 275444, 243760, 376736, 381028, 285778, 152990, 122410, 97946, 48976, 45946, 22976, 22744, 19916, 17716

3개의 자연수로 이루어진 사교수는 발견되지 않았다. 3개의 자연수로 사교수가 이루어질 수 있는가, 몇 개까지의 사교수가 존재할 수 있는가, 사교수는 무한히 존재하는가와 같은 문제들은 홀수 완전수 문제와 마찬가지로 아직 미해결 상태이다.
덧붙여, (103340640,123228768,124015008)가 잘못하여 3개의 자연수로 이루어진 사교수로 생각될 수 있으나, 이는
- 103340640의 약수의 합=247243776=123228768+124015008
- 123228768의 약수의 합=227355648=124015008+103340640
- 124015008의 약수의 합=226569408=103340640+123228768

의 관계를 갖는 친화적 삼대라고 불리는 것으로서, 사교수와는 별개의 정수군이다.

## 같이 보기
- 완전수 - "1개의 자연수로 이루어진 사교수"라고도 할 수 있다.
- 친화수 - "2개의 자연수로 이루어진 사교수"라고도 할 수 있다.
- 혼약수（준친화수）
- 친화적 삼대 - 친화수를 사교수와는 다른 방향으로 확장시킨 것.
- 사교수 목록
- 4개의 자연수로 이루어진 사교수
- 4개의 자연수로 이루어지지 않은 사교수